# デストロイア
デストロイア (Destoroyah) は、映画『ゴジラvsデストロイア』（1995年）に登場する架空の怪獣。別名は完全生命体。
この他、特撮テレビ番組『ゴジラアイランド』（1997年）、パチンコ『CRゴジラ3』にも登場する。

## 概要
シリーズ第1作『ゴジラ』でゴジラを倒した兵器「オキシジェン・デストロイヤー」の影響によって誕生した怪獣。「平成VSシリーズ」の完結に際し、ゴジラの最後の敵として用意されたオキシジェン・デストロイヤーの化身ともいうべき存在と位置づけられている。
増殖と合体を繰り返し、微小体（クロール体）・幼体・集合体・飛行体・完全体へと変化する。5段階の成長・変化はゴジラ映画初とされたが、シリーズ第11作『ゴジラ対ヘドラ』に登場したヘドラとの類似性も指摘される。
非常に高い戦闘能力を持つうえ、身体は群体で構成されているため、何度欠損しようがそのたびに修復して蘇る。形態を変化させることにより、地上、海中、空中で活動可能（形態によっては、これらすべてを行うことも可能）。体液は緑色で、高温の環境だと突然変異が促進されるが、逆に極低温では活力源「ミクロオキシゲン」が無力化するため、それが活動停止に繋がる弱点となっている。

## 『ゴジラvsデストロイア』のデストロイア
元々は25億年前、地球上に酸素がほとんど存在しなかった先カンブリア時代に生息していたとされる甲殻類の特性を持つ微小生命体の一種。東京湾海底の原始地層中で眠っていたが、1954年に芹沢大助博士がゴジラを抹殺する際に使用したオキシジェン・デストロイヤーで周囲の環境が無酸素状態となったために復活したうえ、その約40年後の1996年に東京湾横断海底トンネル建設工事で地層が掘り起こされたことにより、急速に酸素の存在する外気に触れる環境下に置かれたことから、酸素を含む現代の大気組成に急速適応するために異常進化を遂げて全身の体質を強化し続けたことで、怪獣化した。
劇中での命名者は物理化学者の伊集院研作。

### 形態

#### 微小体
青海トンネル建設工事現場の地層に閉じ込められていたが、酸素が充満する外気に触れてその毒性（酸素#光合成と呼吸を参照）を克服し、有酸素状況下での活動が可能となった肉眼では見えないほどの小ささの最初期の形態。
オキシジェン・デストロイヤーの影響を受けて蘇生したため、体内にミクロオキシゲンを有し、それを用いて金属やガラスに穴を生じさせ、他の生物を分解・捕食するなどの行動を起こす。
工事現場の海底トンネル工事用のシャフトをミクロオキシゲンで溶かすなどの被害を出した後、現場から採取されてフラスコNo.6に保管された土の中に潜んでいたが、ミクロオキシゲンでフラスコに穴を開けて脱出した。

#### クロール体
微小体が増殖・合体して人間が目視可能なサイズに成長したもの。
掘削された後、ミクロオキシゲンを用いて活発に動き始める。水道を経てしながわ水族館の水槽内に現れ、ミクロオキシゲンの効果で熱帯魚の体組織を分解し、白骨化させて喰いつくした。事件を調査するビデオ映像のコンピュータ解析でその存在が判明するが、伊集院は「初めからこの姿ではなかったはずだ」と発言している。

#### 幼体
カニやクモのような脚部に、無脊椎動物ではありえない長い首と尾を備えた、甲殻類と脊椎動物の両方の特徴を備えた形態。尾の先にはハサミのような部位があり、人間一人なら軽々と持ち上げるなどの怪力を有する。口内には第2の顎が備わっている。
最初は人間の成人程度の大きさで青海トンネルの工事現場に出現し、粒子状の高濃度のミクロオキシゲンを放射して物体を分解・消滅させる。工事現場の機材などを消滅させた後、群体で東京湾から上陸して青海のプレミアムビルを占拠して警視庁対ゲリラ特殊部隊SUMPと交戦し、隊員を複数人溶かして殺害するなどの被害を与えるが、無反動砲や火炎放射器、手榴弾によって一部が撃破される。そのうち1体は逃げ遅れた山根ゆかりに襲い掛かるが、ゆかりは伊集院に救出され、火炎放射器で焼き尽くされた。
成長は極めて早く、翌日に出現した際には軒並み巨大化しており、後の進化の片鱗を見せる。地中や海中から現れたところを冷凍メーサー砲に攻撃されて大ダメージを受けたが、直後に爆発的な進化を遂げる。
- スタッフには「カニさんタイプ」[1]や「2メートルデストロイア」[34]と呼ばれていた。

#### 集合体
東京港湾部に出現したすべての巨大化した幼体が自衛隊の冷凍メーサー部隊の冷凍攻撃に遭い、有明クリーンセンターへ追い詰められて生命の危機に瀕した結果、1か所に集まって1体に融合した形態。
幼体時以上に巨大化したことでパワーが大幅に上がり、外骨格も強度が増したために冷凍兵器もほとんど効かなくなった。そのため、形勢が逆転して冷凍メーサー部隊を蹴散らして進撃を開始する。
幼体を巨大化した外見の肩からは長い触手が2本、胴体からは鋏状の腕、体を支える大小多数の足が生えている。体内のミクロオキシゲンはオキシジェン・デストロイヤーに変化し、口から光線状のオキシジェン・デストロイヤー・レイ（ミクロオキシゲン光線）として放射する。上空高くにまで飛び上がる驚異的な跳躍力も持つほか、全身の至るところから蒸気のようなガスを噴射している。任意で飛行体への変身も可能であり、その瞬間にはいったん肉体を金色の粒子状に分解させて再構成するという方法を取る。
天王洲でのゴジラジュニアとの交戦時には、その巨体とパワーで戦いに不慣れなジュニアを終始圧倒して高い跳躍から多数の脚部で押し潰し、ミクロオキシゲン粒子を伸ばした第2の口吻を突き刺して獲物の体内に注入して溶解させる攻撃で泡を吹かせるが、隙を突かれて至近距離から熱線を立て続けに受けて左右の突起を吹き飛ばされ、下記の飛行体に変身して逃げようとする。
ゴジラとの交戦時には完全体が複数の集合体に分裂して集中攻撃を浴びせるが、ほとんど効果はなく全滅を経て再び合体し、再生した。この時の集合体は、ジュニアとの対戦時に比べて小さく、約半分程度の大きさである。
- ジュニアとの対決時のスーツアクターは柳田英一[出典 29]。柳田は、ジュニアのスーツアクターを務めた破李拳竜の弟子にあたる[40][5]。当初は岡田ゆういちが予定されていたが急遽降板し、映画『REX 恐竜物語』（1993年）でスーツアクターの経験があった柳田が起用された[43]。
- 書籍『ゴジラvsデストロイア超全集』では、デストロイアはミクロオキシゲンで溶かした相手の細胞を吸収することができると説明しており、ジュニアに口を突き刺していたのは二足歩行の怪獣型（完全体）に進化するためだったのではないかと推測している[44]。

#### 飛翔体
集合体が飛行するために必要に応じて変身した形態。出現地点はクリーンセンター→品川→天王洲アイル。
顔は昆虫のような形から爬虫類のような形に変わり、頭部には大きな角が生えているなど、完全体に近い形になっている。体重は集合体から変化していない。両肩の触手と胴体の間に膜が形成され、主翼となる。脚部からミクロオキシゲンを噴出して高速で飛行する。
集合体と同様に口からオキシジェンデストロイヤー・レイ（ミクロオキシゲン光線）を吐くことも可能で、飛行しながらの体当たり攻撃はジュニアを転倒させるほどの威力を発揮する。
集合体からこの形態に随意に変化できる。クリーンセンターから移動して品川駅周辺を襲撃し、天王洲アイルへ移動すると遭遇したジュニアの反撃を受けるとこの姿に変化して逃げようとするが、ジュニアの追い打ちの放射熱線が直撃して品川火力発電所へ墜落して敗北し、爆発に巻き込まれた。

#### 完全体
ジュニアのDNAと、品川火力発電所から吸収した電気エネルギー、ジュニアの放射熱線の影響で進化が異常促進した結果、ミクロオキシゲンがオキシジェン・デストロイヤーに変性したことで変化した最終進化形態。
甲殻類のようであった集合体までと異なり、直立二足歩行で両腕があり、背中には大小4枚の翼を持った姿になっている。地上に降りた際には巨大な翼を折り畳んでいる。手や膝の爪は3本で、膝などには多数の足が合体して2本の脚を形成したことを窺わせる爪が生えている。足型は六角形で、通常の生物進化とは異なる存在であることを表している。顔は飛行体に似ており、3対の牙が口に生えている。体液の色は黄緑色。
集合体と同様、頭部のスリットなど全身の至るところからガスのようなものを噴出している。大幅な変身を経ずに陸海空を活動できるようになり、頭部の巨大な1本角や先端が鋏状の尻尾、鋭く尖った尖った爪などを武器としてゴジラに戦いを挑む。口や腹部から放射するオキシジェンデストロイヤーレイ（オキシジェン・デストロイヤー・レイ）はより強力なものに変わり、長時間照射すればゴジラを一撃でダウンさせられる。また、発光する1本角からミクロオキシゲンを放出して形成したエネルギーの刃で敵を切り刻むヴァリアブル・スライサー（ヴァリアヴル・スライサー）を用い、尻尾を獲物の身体に絡めて体内のエネルギーを吸収することもできる。
燃え盛る品川火力発電所の炎の中から出現し、羽田空港に飛来してジュニアを攫った後、有明上空で空中から落として瀕死の重傷を負わせ、その光景に怒り狂ったゴジラと対峙する。肉弾戦でゴジラを圧倒し、尾で引きずり回したまま海に突き落とすなど優位に戦いを進めるが、核エネルギーが暴走していたゴジラに対してはオキシジェン・デストロイヤーすら決定打となりえず、ゴジラの猛攻も重なって徐々に劣勢となり、胸の開口部を熱線の集中攻撃で破砕され、大量の出血と吐血に至る。四散したと思われたその直後、複数の分裂体に分裂してゴジラを攻撃するが、全滅させられてなおも再生し、ゴジラへの三度目の戦いを挑む。
メルトダウン寸前のゴジラから放たれたこれまで以上に強力なハイパー熱線や、ゴジラ自身から放たれる猛烈な熱量によって全身を焼かれたうえ、熱線を連続で受けて顔面や胸部を砕かれるほど追い詰められる。たまらず空中へ逃走を図るが、スーパーXIIIの超低温レーザー砲や冷凍メーサー戦車の集中攻撃によって傷口から内部を超低温に晒されたうえ、翼を破壊されて力を失い地上に墜落し、爆散した。
- スーツアクターは播谷亮[出典 48]。ゴジラから煙を吹く演出で炭酸ガスを用いているため、播谷もレギュレータを装着して演じた[53]。また、翼のバランスが取りづらいため、着用時はスーツを上から吊った状態で入っている[53]。
- 書籍『ゴジラVSデストロイア超全集』では、完全体でのミクロオキシゲン噴出量は幼体の500倍としている[44]。
- この完全体がデストロイアの一応の最終形態とされているが、映画パンフレットには、この状態で進化が止まる保証はないと書かれている[1]。

### 制作

#### 創作経緯
企画当初は、初代ゴジラが亡霊となって現れるゴーストゴジラが敵怪獣として検討されていたが、メカゴジラやスペースゴジラなどゴジラに似せた怪獣の登場が続いていたことから却下され、その代わりに第1作の要素からオキシジェン・デストロイヤーをもとにした新怪獣として創作された。『VSデストロイア』の原型となる企画書および脚本『ゴジラVSバルバロイ』を執筆した特撮班監督助手の岡ひできは、他のスタッフによる企画案ではゴジラを死なせるのにオキシジェン・デストロイヤーを使用していたことが第1作『ゴジラ』の根幹を否定することになると考え、オキシジェン・デストロイヤーを怪獣の出自と結びつけた。
特技監督の川北紘一は、デストロイアを「生きたオキシジェン・デストロイヤー」と定義しており、「ゴジラ死す」というテーマにふさわしい相手としている。脚本を担当した大森一樹は、第1作でオキシジェン・デストロイヤーについての科学考証が不明確であったため、それを現代につなげるのが難しかったと述べており、オキシジェン・デストロイヤーが直接作用したのではなく、酸素が破壊されたことにより無酸素時代の生物が蘇ったという設定になった。また、オキシジェン・デストロイヤーから誕生したことと、オキシジェン・デストロイヤーを吐けるようになるのは大森自身もよくわからないと述べている。川北は、裏設定として太平洋戦争終戦後に東京湾に投棄された理化学研究所のサイクロトロンに残留していた放射能が東京湾海底の甲殻類に影響をおよぼしデストロイアの誕生に繋がったと想定していることを語っている。当初は、体から毒ガスを噴出するという設定も検討されていたが、同年に地下鉄サリン事件が発生したことを受けて不採用となった。
物語序盤では、オキシジェン・デストロイヤーの使用を巡る葛藤が人間側ドラマの中心となっているが、デストロイアの登場以後はフェードアウトして明確な結論は出されておらず、川北はデストロイアの存在がゴジラの死やミクロオキシゲンを巡る物語にマッチしていたのか遊離してしまったのか判断しかねる旨を語っている。
製作初期にはバルバロイの名で検討されていたが、ギリシア語で「野蛮人」という蔑称の意味合いもあったことから変更された。岡の企画書では、古代ギリシア語で「残された最後の希望」を意味するものと記述していたがこれは完全な創作であり、実際には岡が高校時代に執筆した脚本から流用した名称であった。これを受けて製作の富山省吾は、デスエックスなど、「デス」や「デッド」など死を連想させる言葉を冠した名前を多数検討したのち、オキシジェン・デストロイヤーを捩ったデストロイアとした。富山は、「デストロイヤー」ではプロレスラーのザ・デストロイヤーなどがいたが、「デストロイア」であれば前例がなかったと述べている。
「変身・成長する怪獣」は、プロデューサーの田中友幸が長年温めていたアイディアであった。川北は、5形態の変貌がデストロイアのキャラクター性を象徴していると述べており、得体の知れなさや掴みどころのなさを表現している。また、成長・巨大化するという設定は、メルトダウンへ向かって暴走しているゴジラとの対比も意図していた。

#### デザイン
デザインは幼体から飛行体が吉田穣、完全体が岡本英郎による。吉田は、完成までの経緯から誰がデザインしたとは言いがたいものになったと述べており、岡本も他のデザイナーの要素をまとめ上げて完成させたと述べている。ゴジラシリーズの常連デザイナーである西川伸司や監督助手の中野陽介、『ゴジラvsビオランテ』（1989年）の原案も手掛けた小林晋一郎などもデザイン案を描いていた。西川は、吉田や岡本らの画稿への着色も手掛けた。
当初、川北はいわゆる怪獣体型ではない奇抜な形態を要望し、CGや操演を駆使したものを検討していたが、最終形態のみは従来型の着ぐるみ怪獣とすることを指示され、目論見が崩れたという。甲殻類のイメージでまとめられる以前は他の生物を取り込んで成長するという設定で、エビなどの甲殻類や海中生物、大型哺乳類やサメやウミウシなどの海棲生物や軟体生物などさまざまな生物を組み合わせたデザインが描かれており、その案の中にはアンギラスやガイガン、『ガンヘッド』のエアロボットを模したものも存在した。名称がバルバロイであったころには、人型や四足怪獣のデザインも存在した。
生頼範義によるイラストポスターでのデザインは検討段階のデザイン案をもとに再構成したものであり、彼のイラストをもとに岡本がまとめ上げた完全体のデザインが決定稿となった。吉田は、ポスターでははっきり姿を出す予定ではなかったといい、事実上は生頼が基本イメージを作り上げたと述べている。特に、前傾姿勢や背中の翼は生頼のデザインがオリジナルであるという。胸元は、のっぺりとした平面を嫌う川北の意見により、複雑な形状となった。
西川によるデザイン案では、未制作作品『モスラVSバガン』でのバガンのデザイン案を流用したものもあった。そのほか、ガス状のオキシジェン・デストロイヤーを放つという設定で描かれたものもあったが、同年に地下鉄サリン事件が発生した影響により、不採用となった。
幼体および集合体の胴体下部の脚は、スーツアクターの足を隠すために多く付けられた。
飛翔体は、完全体の途上というイメージから顔を完全体に寄せたものとしていたため、実際の劇中では集合体と飛翔体の変化を交互に行うかたちになり、吉田はその度に口元が変わってしまうことが気になったと述べている。
完全体は、頭部はバラゴンの角や耳をイメージしており、デザイン画では体型も前傾姿勢で描かれていた。吉田は、完全体の頭部が漫画『デビルマン』のデビルマンのシルエットに酷似してしまったことが気になったと述べている。
完全体の腹部ディテールは、造型段階で川北からの要望により吉田が追加でデザインした。

#### 造形
造形はモンスターズ。デザインが難航したため、製作期間は集合体・飛行体・完全体を同時進行で40日という短い期間となり、総勢22名のスタッフが集められた。同社の若狭新一は、形態ごとに造型のテイストが異ならないようすべて引き受けたが、徹夜が何晩も続いたうえ、寝る際も作業場のコンクリートの床であったなど、最もきつい仕事であったと述懐しており、通常は3か月から4か月かける作業であったと述べている。
幼体と集合体の着ぐるみのボディは、同じ粘土原型から造られた。中から操作できるのは胴体部の爪のみで、集合体の触手や足の爪は、操演による。幼体・集合体とも着ぐるみのほか、メカ内蔵のものやアップ用のギミック付きの頭部のみのものなども用意された。メカ内蔵のものは腹の下の中心部の足の先に移動用のキャスターを付け、自走させている。ゴジラジュニアとの戦闘シーンのアップでは、ハサミやツメなどのパーツのみを用いている。川北は、集合体のスーツは形状ゆえに動かしづらく苦労した旨を語っている。デザインを担当した吉田も、完成した映像を観て動かすのに苦労していた感じが伝わったといい、本編班には申し訳なく思ったと語っている。メカ内蔵のものは、火炎放射器のシーンで実際に燃やされた。
パトカー内のゆかりを襲うシーンには、頭部のみのギニョールが用いられた。ギニョールの操作は本編助監督の熊澤誓人による。
巨大化した幼体の造形物は、本編造形物の1/2.5サイズのものが2体作られた。遠景には、バンダイのソフビ人形の試作品も使用された。若狭によれば、バンダイの担当者が持ってきたものを助監督の鈴木健二が見て、翌日大量に持ってくるよう注文したという。ゴジラに群がるシーンでは、1/2.5サイズの幼体を改造したパペット1体が使用され、合成で無数に増やしている。
飛翔体の原型は、コスモプロダクションの八木将勝が手掛けた。内部メカはレプリカが担当。操演用のみで、スーツは存在しない。顔はラジコンギミックを内蔵し、尾やトゲはケミカルソフト（軟質ウレタン）の注型で作られた。
完全体のスーツは、モンスターズの伊藤成昭を中心に製作された。戦闘でのダメージ描写や破損が多かったため、アクションのたびに修復されていた。伊藤は、自身が愛好する『デビルマン』や『凄ノ王』などの永井豪作品のイメージが造形の根幹にあったと述べている。足は、底にウレタンを貼った長靴を麻で補強し、ウレタンを盛り付けて造形している。翼は取り外し可能で、加工した発泡ポリエチレンをラテックスで仕上げている。若狭は、翼の処理が難航したと述懐している。スーツとは別に尻尾が1つ作られ、ゴジラの首を絞めつけるシーンで用いられた
塗装には自動車用の塗料が用いられた。若狭は、『ゴジラvsメカゴジラ』でのファイヤーラドンの配色に納得できていなかったため、それを改善すべく川北好みの発色である新塗料を用いたという。耐候性が高いため埃にも強く、水洗いのみで汚れを落とすことができるようになった。幼体と集合体では色味を変えている。
口内の粘液は、保冷剤の中身を用いて表現している。
完全体と集合体は、操演用の1/3サイズも制作された。当初は幼体と兼用の集合体が1体のみであったが、クランクインしてから必要が生じたため、完全体ともう1体の集合体が追加された。これらは撮影期間中、ピアノ線に繋がれた状態でスタジオに設置されていたが、盗難に遭った。
微小体はCGで描かれた。造型予定もあったが、マケットのみで本番用には作られず、CGモデルの参考に用いられたもののみとなった。
完全体のスーツは、2003年に『CRゴジラ』の撮影に使用されたのち、2017年の時点で頭部のみ東宝の倉庫に保管されているのが確認されている。そのほか、完全体の1/3モデル、幼体（集合体）の小型モデル2体や角が欠損した飛翔体のモデル、幼体のソフビ人形などが保管されている。2016年に開催されたイベント「特撮のDNA展」では、スーツと同じ型から制作された頭部と爪や、伊藤成昭が撮影用とは別に制作した頭部プロップなどが展示された。

#### 撮影・演出
人間を襲う幼体の撮影は本編班が担当した。当初は特撮班が担当する予定であったがスケジュールの都合から変更となり、本編班の撮影実数50日のうち、20日近くが幼体のシーンに費やされた。幼体のスーツは、高所作業車を用いて操演している。監督の大河原孝夫によれば、幼体の造形物が仕上がったのは撮影当日の夕方であり、稼働チェックの済んでいない状態で動かしたところタコ踊りのようになってしまい、特殊操演の鳴海聡の指導により撮影にこぎつけられたと述懐している。鳴海は、通常では大きすぎて扱えないレベルであったといい、ワイヤーの範囲内でしか動かせず、円の動きになってしまうのがばれないように撮影してもらったと語っている。
幼体でのミクロオキシゲン光線は、現場で撮影したガスに光線のエフェクトを加えており、作画合成の手間を軽減している。巨大化時は、白色のままでは画にならないことから、紫系の色が加えられた。特殊部隊員がミクロオキシゲン光線を浴びせられる描写は、全身が溶けるようなグロテスクな表現は避け、光線のパワーが渦巻いて背中から吹き出すというイメージとなった。
飛翔体が品川や天王洲の上空に出現するシーンは脚本になく、川北が避難する一般人を演出するために追加した。新幹線と並ぶシーンでは、あえてデストロイアの方を遅くしている。
各形態の変貌シーンは、変化する瞬間は意図的に見せておらず、観客の想像に委ねている。完全体の出現シーンでは、爆破でスーツが焦げてしまい、翌日の吊りシーンまでに塗り直された。ジュニアの熱線を受けて爆発するシーンも撮影されていたが、編集段階でカットされた。
完全体の1/3モデルを用いて、デストロイアが羽田空港へ飛来するシーンも撮影されていたが、カットされた。
ゴジラとの戦闘シーンでは、従来の平成VSシリーズで描写されてきた光線の打ち合いは抑え、切断技によるスプラッター描写や、肉弾戦のぶつかりあいなどを意図的に取り入れている。脚本では分裂体となるシーンはなく、川北は巨大怪獣同士の戦いを避け、インパクトのあるバトル演出を意図したことを述べている。大森は、この描写について「川北の暴走」と評している。
ゴジラを持ち上げるシーンでは、長距離を引きずることで重量感を出している。この演出は、臨海部分の埋立地がフラットであったことから可能となった。
腹部が開いて光線を出すが、弱点でもあるという未使用の設定もあり、撮影も行われた。このギミックは劇中、ベイエリアにおける決戦でゴジラにこの部分を集中攻撃され、破れて大量の体液を撒き散らすというシーンに流用された。
墜落するシーンでは、翼に修理用の表皮や血糊をつけたウレタンを用い、ボロボロになった状態を表現している。
完成作品では最終的にカットされているが、自衛隊に撃墜された後も再び立ち上がって自衛隊の冷凍弾を受けながらゴジラと戦闘を続けた末に力尽き、ゴジラに先駆けて消滅するシーンも撮影されており、DVDの特典映像で閲覧できる。川北は、物語を収束するにはゴジラの死に話を移さなければならなかったことを語っている。結果として、スーパーXIIIによるデストロイアの撃退は、ゴジラシリーズで数少ない自衛隊が怪獣にとどめを刺したシーンとなった。脚本では、ゴジラがデストロイアを抱えたままメルトダウンするという展開であった。
鳴き声は、映画『放射能X』を参考に昆虫の羽音などをイメージしている。

## 『ゴジラアイランド』のデストロイア
X星人の操る怪獣として、完全体のみ登場。メガロと共に行動することが多い。「ゴジラの苦手な光線」と説明されるオキシジェン・デストロイヤー光線を武器にしており、直撃するとゴジラでも一撃で倒れる威力を持つ。非情かつ凶暴な性格であり、ジュニアを執拗に襲ったり、モスラの卵を襲撃したりするなど、X星人の主力怪獣として活躍する。
初登場時は、ジュニア誘拐作戦に失敗したザグレスが、切り札として送り込む。かなりの戦闘力を持っており、この時はゴジラ、ジュニア、モスラ、ラドン、モゲラを相手に互角に渡り合う。初戦ではゴジラに投げ飛ばされ、至近距離で赤外線自動砲の熱線を浴びて爆発した。その後、Gガードの科学技術班に再生され、エネルギー抑制剤を注射されて怪獣刑務所に収監されるが、メガロと共に脱獄する。物語終盤では、酸素がなくても活動できるように遺伝子操作される。「G島の秘密編」でメガロとともに宇宙へ逃走し、その後は登場しておらず、消息は明らかになっていない。
- 前半は『vsデストロイア』と同じ鳴き声だが、後半は元の鳴き声にゴジラの鳴き声を混ぜたような声に変更され、終盤では元の鳴き声に戻されるなど、本作品に登場する怪獣の中では鳴き声が一定していない。
- 造形物はバンダイのソフビ人形東宝怪獣シリーズ[113]。
- 書籍『ゴジラ365日』では、映画よりも強敵として描かれており、優遇されていると評している[114]。

## 『CRゴジラ』のデストロイア
新撮カットで登場。実写カットはオリジナル（『vsデストロイア』当時のもの）のスーツを使用。